# AMSOIL
AMSOIL，中文名称为安索石油公司，是一家以经营、代理發动机用石油、润滑油、汽车零配件为经营主业的美国公司。

## 历史
1963年,AMSOIL公司的CEO，一名喷气式歼击机飞行员Al Amatuzio通过研究军用润滑油的特征和制作方式后，试制出了自己的润滑油产品，并将公司命名为AMZOIL。1972年，AMZOIL 10W-40成为了世界上第一款符合API标准的民用全合成润滑油。AMZOIL遂改名为AMSOil。
AMSOil的特点在于其全合成产品的超长换油里程与独树一帜的